# Stazione di Borgo a Buggiano
Stazione di Borgo a Buggiano vasútállomás Olaszországban, Buggiano településen.

## Vasútvonalak
Az állomást az alábbi vasútvonalak érintik:
- Viareggio-Firenze-vasútvonal

## Kapcsolódó állomások
A vasútállomáshoz az alábbi állomások vannak a legközelebb:
- Stazione di Montecatini Centro
- Stazione di Pescia